# Демино-Александровка
Демино-Алекса́ндровка (укр. Демино-Олександрівка) — село, относится к Троицкому району Луганской области Украины.

## Географическое положение
Село расположено в 18 км от районного центра, в 17 км от железнодорожной станции Лантратовка. Через село проходит автодорога Лисичанск — Уразово.

## История
Село основано в начале XVIII в. крестьянами из слободы Уразовой Воронежской губернии. Основателем села считается Демин.
Вначале на этой территории было 2 поселения: с. Демино, название которого образовано от наименования р. Деминой и х. Александровский. После их слияния поселение стало называться сл. Демино-Александровской.
Через территорию села проходил Муравский шлях.
В начале XIX в.[уточнить] Демино-Александровка стала волостным центром.
В 1807 г. эти земли были выкуплены князем Голицыным. В 1834 году согласно указу «О вольных хлебопашцах» 1801 года жители села выкупились из крепостной неволи.
В 1891 г. в слободе насчитывалось 447 дворов, проживало 1507 муж., 1457 жен. Эта была одна из главных транспортных артерий Империи с севера на юг.
8 января 1906 года более 2 тыс. крестьян Демино-Александровки, слободы Клименковой и села Уразова вместе с присоединившимися к ним 5 тыс. жителей пригородных слобод города Валуек освободили из валуйской тюрьмы пятерых политических заключенных. Прибывшие вскоре полицейский исправник с казаками зверски избили находившихся на городской площади людей.

### 1917—1991
Советская власть установлена в декабре 1917 года. Первые партийная и комсомольская организации были созданы в 1930 году.
На фронтах Великой Отечественной войны сражались с врагом 188 жителей села, 117 из них погибли в боях, 91 человек награждён орденами и медалями СССР.
После войны в Демино-Александровке были размещены центральные усадьбы колхоза «Правда» и совхоза «Врубовщик», за которыми было закреплено 8342 га сельскохозяйственных угодий, в том числе 6107 га пахотной земли. Колхоз «Правда» специализовался на производстве зерна. Совхоз «Врубовщик» являлся откормочным хозяйством Ворошиловградского производственного объединения Министерства мясной и молочной промышленности УССР. За трудовые достижения 15 жителей села награждены орденами и медалями (бывший председатель колхоза «Правда» И. Н. Синельников — орденом Октябрьской Революции).
В селе были установлены обелиск Славы в честь односельчан, павших в борьбе с фашистами и памятник В. И. Ленину, работали восьмилетняя и начальная школы, дом культуры со зрительным залом на 324 места, клуб, медпункт, 2 детских сада, отделение связи.
После провозглашения независимости Украины село оказалось на границе с Россией, здесь был оборудован пограничный переход, который находится в зоне ответственности Луганского пограничного отряда Восточного регионального управления ГПСУ.
Население по переписи 2001 года составляло 792 человека.

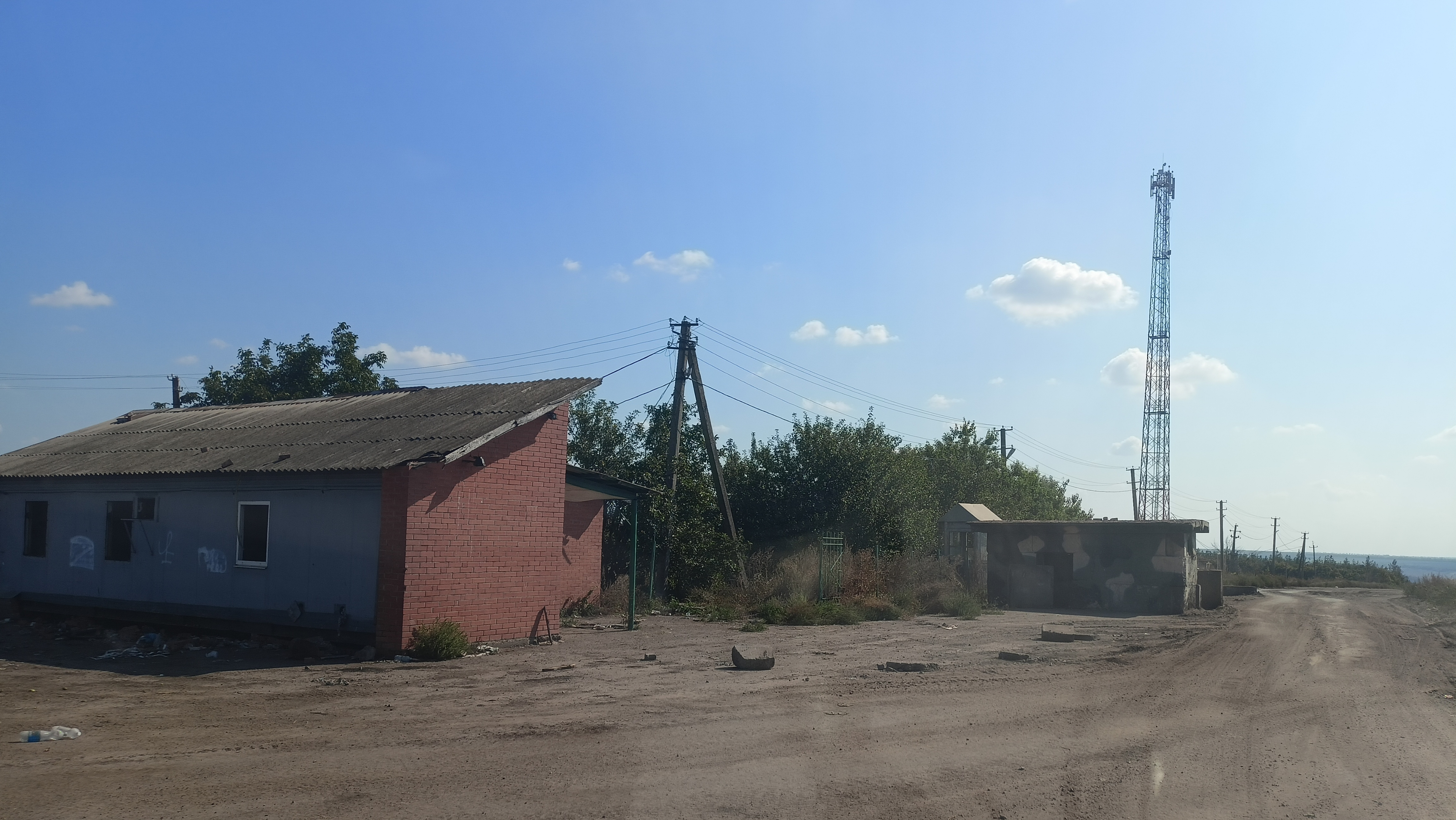
Бывший пункт пропуска в Демино-Александровке

18 февраля 2015 года по распоряжению Кабинета министров Украины пограничный переход был закрыт.

## Археологические памятники
История села по заселению этой территории человеком насчитывает уже более 20 000 лет. Вблизи села археологами были найдены 4 стоянки первобытных людей. Палеонтологические стоянки и найденные орудия труда относятся к памятникам граветтской культурной традиции; вероятно, к эпиграветту Восточной Европы, по версии его происхождения на основе восточного граветта в широком смысле. Отряд Северско-Донецкой археологической экспедиции под руководством М. И. Гладких в 1974 году открыл и обследовал 11 местонахождений у села Сиротино Троицкого района. Большинство из этих местонахождений датируется поздним палеолитом, часть имеет в составе коллекций находки более раннего мустье. В ходе работ экспедиции Ворошиловградского областного краеведческого музея (А. Ф. Горелик, Т. Н. Клочко) в 1977 году при исследовании местонахождения Сиротино-IV, левый берег реки Уразовой (приток Оскола), найден морфологически раннепалеолитический массивный отщеп «с черепаховидной спинкой леваллуазского типа, покрытый молочно-белой патиной». По берегу реки Уразовой обнаружены кремнёвые мастерские первобытного человека Демино-Александровка I, XII, Герасимовка.

## Природа
Село Демино — Александровка расположено в живописном месте Луганской области у тихой реки Демино и самого большого озера Троицкого района — Деминского или, как его ещё называют в народе, — плотина. С севера село прикрывают Снежинные альпы — белые меловые отроги Среднерусской возвышенности.

## Природные ресурсы
Регион с. Демино — Александровки обладает крупнейшим сырьём для производства бионефти (вода и мел), найдены запасы марганца, золото — сульфидных и литиевых руд. Имеются большие запасы керамических, строительных, лечебных глин, песка, минеральной воды. Главное богатство региона — плодородные черноземы.

## Экономика
Сельское хозяйство представлено животноводством и растениеводством. Работают 4 крупных животноводческих комплекса по выращиванию крупного рогатого скота, свиней, птицы, козоводства.

## Транспорт
С районным центром поселком Троицкое село связывает дорога. Действует прямое автобусное сообщение с городами Луганск, Сватово, Северодонецк, Лисичанск, Белгород, Валуйки.

## Административное деление
Село Демино — Александровка делится на 4 части: Сиротино, Демино, Понизовка, Врубовщик. Под меловой горой Белолобская и Бараничий Лоб когда-то существовало ещё 3 поселка: Краек, Куток и Подбугоровка.